# Échangeur de Machelen
 (août 2025).
L'échangeur de Machelen (en néerlandais : Knooppunt Machelen) est un échangeur autoroutier situé à Machelen au nord de Bruxelles. L'échangeur permet une connexion entre le ring belge R0 (E19-E40) et l'autoroute A1 (E19). Celui-ci a été construit en 1976 sous la forme d'un échangeur 4-niveaux.
En 2015, on dénombrait en moyenne un peu moins de 118 500 véhicules utilisant le complexe quotidiennement dont 11,01 % de camions,.
Lors de sa construction, une quatrième direction avait été prévue afin de prolonger l'autoroute jusqu'à la grande ceinture de Bruxelles. Mais à la suite de l'abandon du projet, un ensemble de bretelles et de ponts restèrent inexploités, ce qui a fait reconnaître l'échangeur comme étant un des « Grands travaux inutiles ». La région flamande compte toutefois les utiliser à partir de fin 2016 afin de desservir le Boulevard de la Woluwe à Diegem.

## Axes concernés
- Ring 0 (Ring de Bruxelles)
- Autoroute A1 (Bruxelles – Anvers – Breda)